# 析出硬化
析出硬化(英語：Precipitation hardening)，亦稱為時效硬化，是一種利用熱處理增加降伏强度的方法，包括許多結構用合金，如鋁、鎂、鎳、鈦及部分的鋼鐵或不鏽鋼。
析出硬化必須依賴著在不同溫度下對於溶劑的溶解度變化，而溶質氛圍可以阻擋差排移動或在晶格中形成缺陷。差排常是金屬中造成塑性變形的主要途徑，一旦差排的移動被阻擋，就可以硬化金屬。固體中可以析出許多不同尺寸的析出顆粒，都會有不同的功能，由於析出的多寡與時間有關，所以又稱為時效(aging)。
一般來說，析出硬化需要兩段不同的熱處理，包括固溶熱處理及析出熱處理。固溶熱處理需要把第二相溶回基地相中形成單一相，並伴隨著淬火，使金屬保持著過飽和狀態。析出熱處理則是讓第二相析出，並使材料強度上升 。
固溶化熱處理後，材料為過飽和狀態，若沒有經過第二段的熱處理，在室溫下一樣會有析出的作用，稱為自然時效，而析出熱處理的則稱為人工時效。自然時效的時間會較長，通常硬化的效果也較差。